# قاعدة دورهام
قاعدة دورهام، أو اختبار المنتج، أو قاعدة عيب المنتج هي قاعدة في القضايا الجنائية يتم من خلالها تحديد أن المتهم غير مذنب بسبب الجنون لأن الفعل الجنائي كان نتيجة لمرض عقلي. من الأمثلة على الحالات التي تم فيها التعبير عن مثل هذه القواعد في القانون العام تشمل قضية "الدولة ضد بايك" (1869) وقضية "دورهام ضد الولايات المتحدة" (1954). في قضية بايك، كتبت المحكمة: "المتهم غير مسؤول جنائيًا إذا كان فعله غير القانوني ناتجًا عن مرض عقلي أو عيب عقلي."
تم التخلي عن قاعدة دورهام في قضية "الولايات المتحدة ضد براونر" (1972). بعد السبعينيات، لم تعترف الولايات القضائية الأمريكية عمومًا بهذا الحجة لأنها تضع التركيز على "المرض العقلي أو العيب العقلي" وبالتالي على شهادة الأطباء النفسيين، وهو ما يعتبر إلى حد ما غامضًا. تكمن مشكلة "اختبار المنتج" في أنه أعطى الخبراء النفسيين تأثيرًا كبيرًا في قرار الجنون ولم يعطِ هيئة المحلفين الدور الكافي. على الرغم من أن الشاهد الخبير يمكن أن يدلي برأيه في المحاكمة، إلا أن القضاة يترددون في السماح بذلك عندما يتعلق الرأي بالمسألة الأساسية للقضية، أي عندما يمكن للرأي وحده أن يقرر نتيجة القضية. طلب اختبار المنتج من الشهود الخبراء استخدام حكمهم في تحديد ما إذا كانت الأفعال الجنائية ناتجة عن مرض عقلي أو عيب عقلي. وظيفة هيئة المحلفين هي أن تقرر ما إذا كانت أفعال المتهم ناتجة عن مرضه العقلي أو عيبه. وظيفة الشاهد الخبير هي تحديد ما إذا كان المتهم يعاني من مرض عقلي أو عيب عقلي. علاوة على ذلك، غالبًا ما كان يتم وضع "الشهود الخبراء" المتضاربين من قبل الادعاء والدفاع للوصول إلى استنتاجات متعارضة بشأن سبب أفعال الفرد.